# Frauenkirche (Esslingen am Neckar)

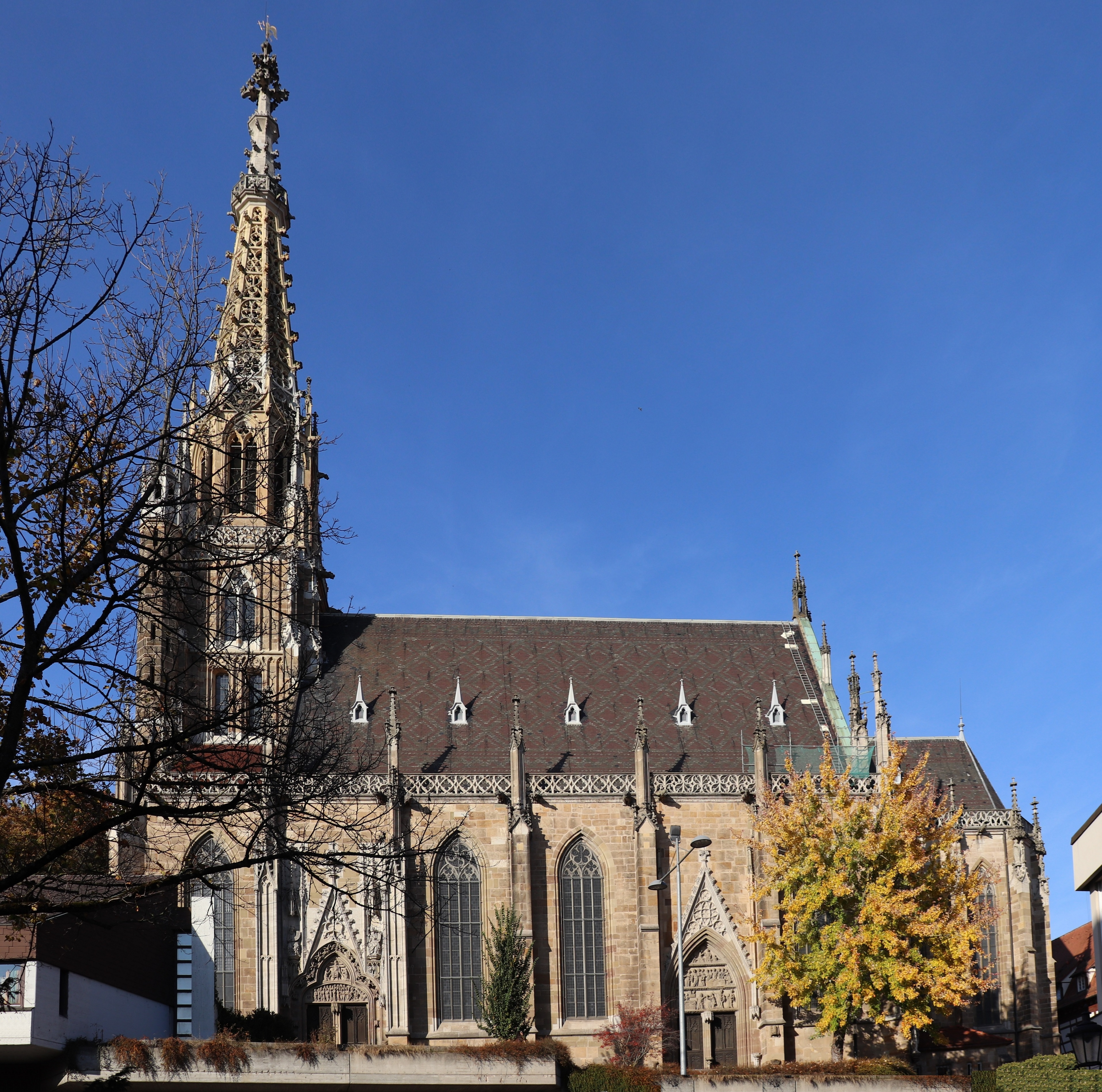
Frauenkirche in Esslingen (Süd-Ansicht)

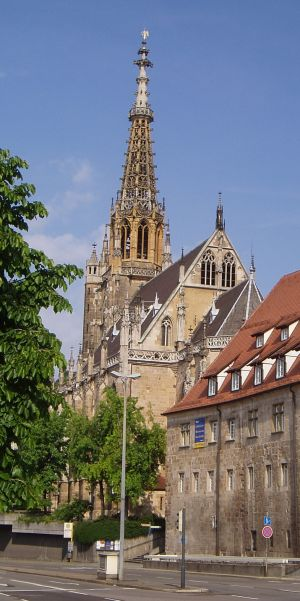
Frauenkirche (Südost-Ansicht)

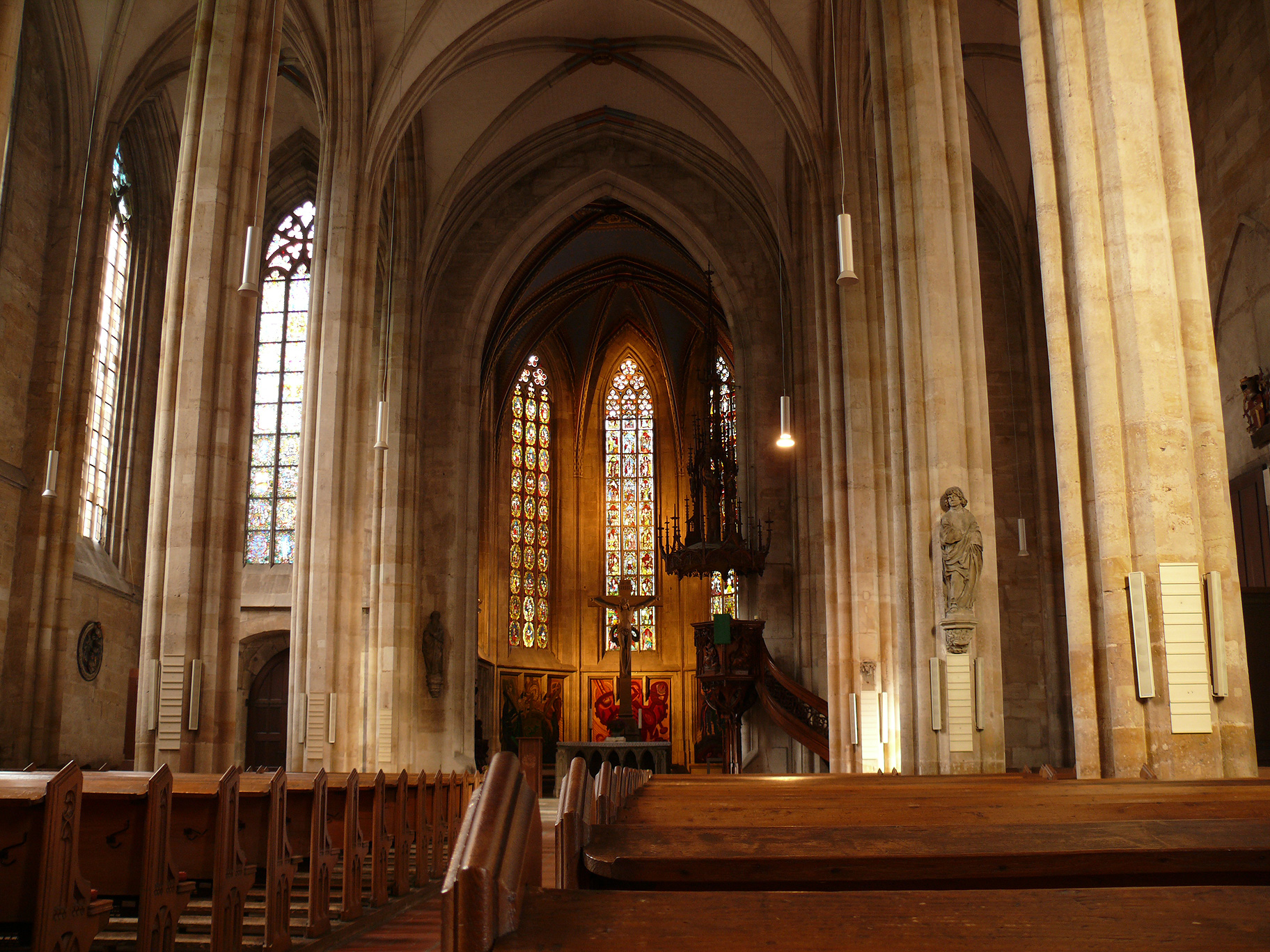
Innenansicht, Blick zum Chor

Die evangelische Frauenkirche steht in Esslingen am Neckar. Die Frauenkirche gilt als die erste gotische Hallenkirche im Südwesten von Deutschland.

## Geschichte
Der Rat der Bürgerschaft forderte am 26. Mai und am 1. Juni 1321 die Bürger zum Bau einer Kirche zu unserer lieben Frau auf. Das dreischiffige Bauwerk gilt als die Bürgerkirche der Stadt. Der eigentliche Grund für den Bau der Kirche war, dass die älteste Kirche von Esslingen, die Stadtkirche St. Dionys, dem Domkapitel zu Speyer gehörte.
Der Bau der gotischen Hallenkirche begann etwa 1325 am Chor im Osten des Langhauses und wurde nach fast 200 Jahren Bauzeit – unter Mitwirkung der bekannten Baumeisterfamilien Ensinger und Böblinger – 1516 mit dem Fassadenturm im Westen vollendet.
Im Zuge des Ringstraßenbaus in den 1960er Jahren und den damit verbundenen Abriss von Häuserzeilen wurde die Frauenkirche baulich von der übrigen Innenstadt isoliert.
Die Frauenkirche wurde von 1994 bis 2016 einer umfangreichen Außensanierung unterzogen. Dabei wurden auch die drei ursprünglichen Glocken aus den Jahren 1350, 1496 und 1587 wieder eingesetzt und durch drei weitere aus dem 20. Jahrhundert ergänzt.
Die Kirchengemeinde gehört zum Kirchenbezirk Esslingen der Evangelischen Landeskirche in Württemberg.

## Beschreibung
Das Langhaus der Predigtkirche besteht aus einem Mittelschiff und zwei Seitenschiffen, die gleich hoch und durch Arkaden getrennt sind.
Bemerkenswert sind außen die plastischen Darstellungen von Weltgericht und Marienleben in den Tympana auf der Südseite.
Die künstlerischen Merkmale der Bildhauerfamilie der Parler wie faltenreiche Gewänder, hagere Gesichtszüge mit scharfkantigen Backenknochen und mandelförmig geschlitzten Augen finden sich in den Figuren der Esslinger Liebfrauenkirche.
Im Inneren befinden sich mittelalterliche Glasfenster im Chor (entstanden um 1330). Im Kirchenschiff wurden im 20. Jahrhundert Fenster von Hans Gottfried von Stockhausen eingebaut: südöstlich das Passionsfenster und nordöstlich das Frauenfenster.
Die Orgel wurde 1862 von Carl Gottlieb Weigle gebaut und 1942 von Orgelbau Friedrich Weigle nach Plänen von Walter Supper umgebaut und erhielt ein zusätzliches Rückpositiv. In der Kirche befindet sich noch ein Weigle-Positiv aus dem Jahr 1941, welches von Walter Supper gestiftet wurde.

## Galerie

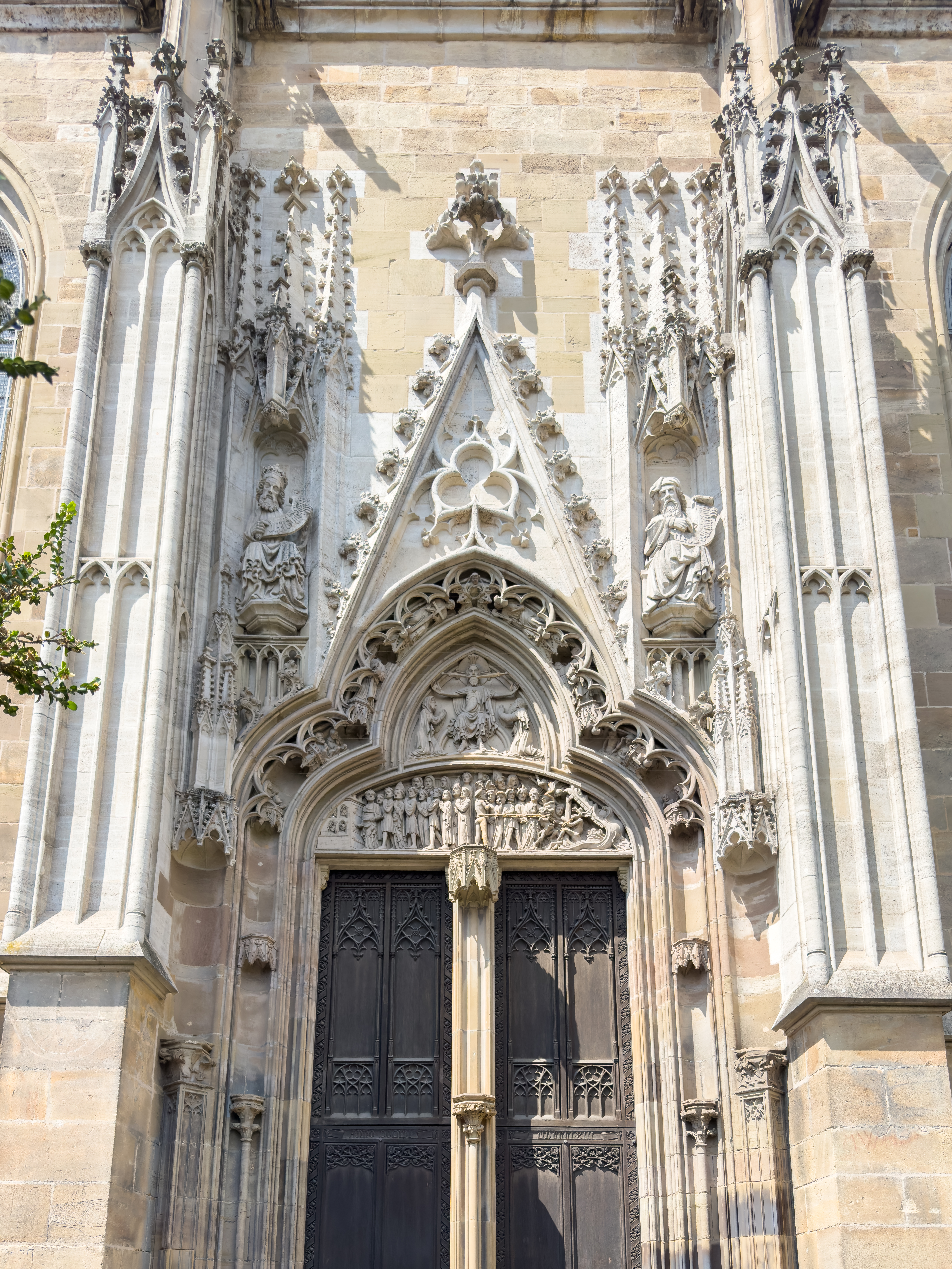
Bogenfeld Weltgericht
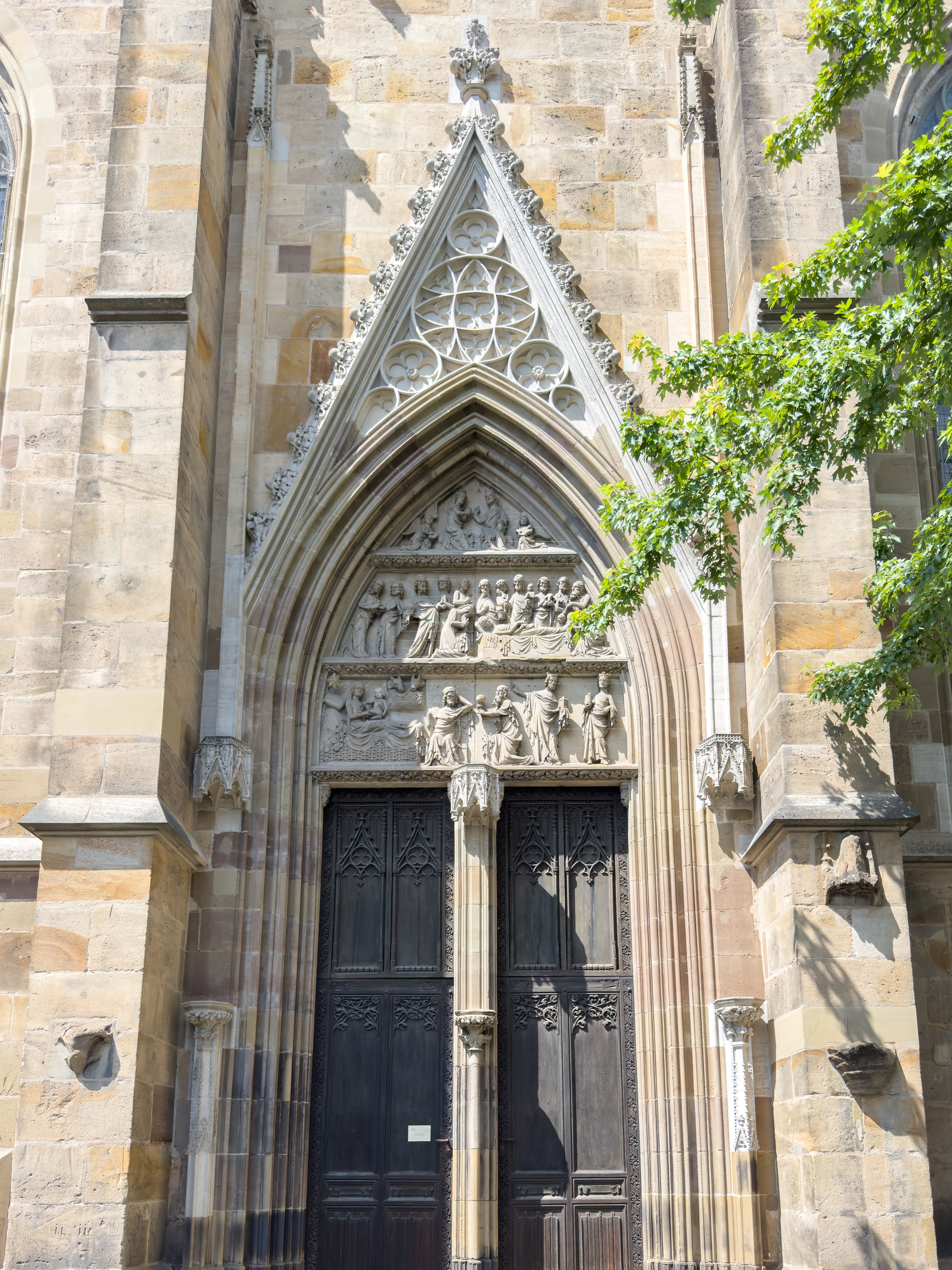
Marientympanon
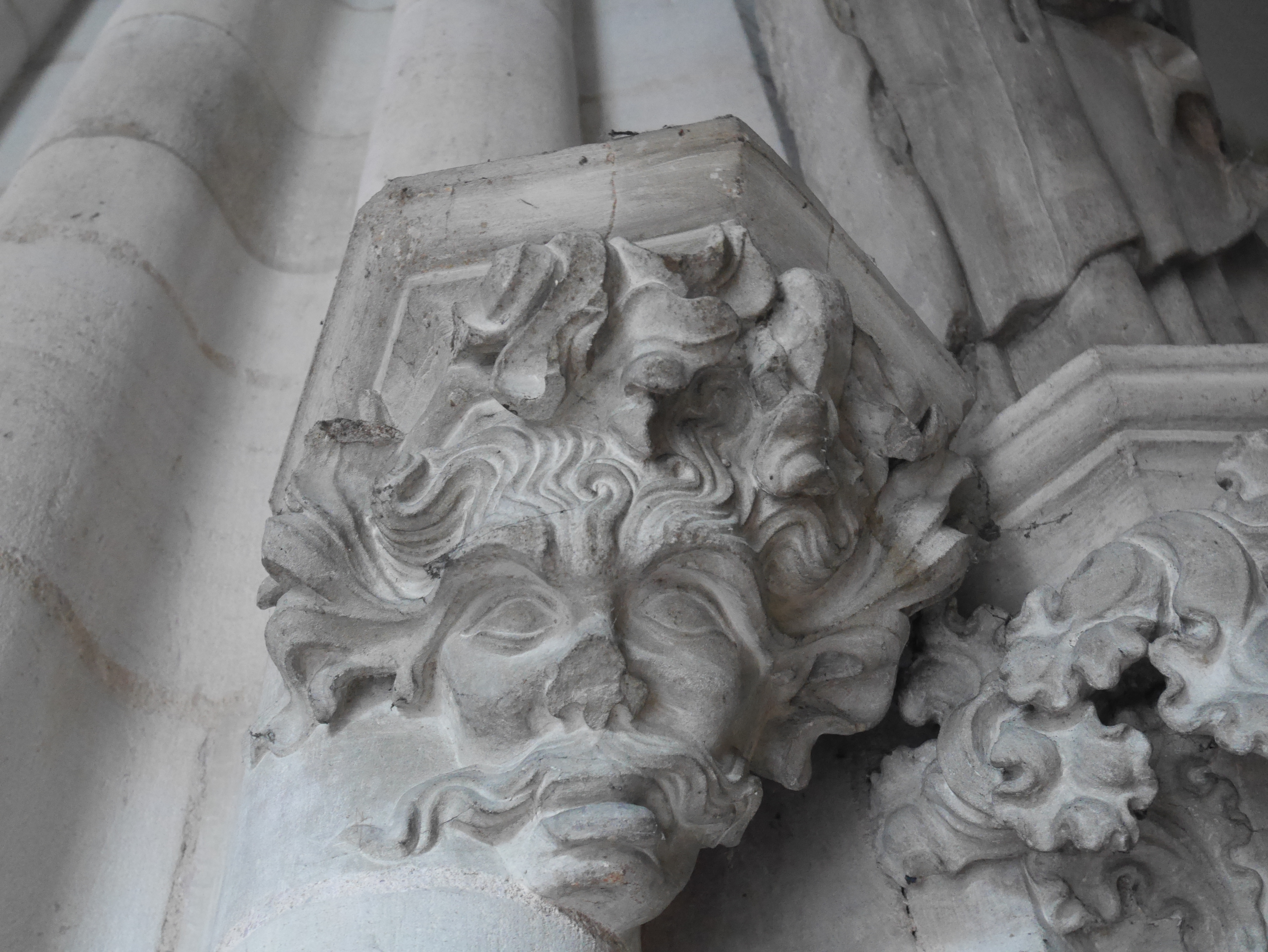
Blattmaske als Konsolstein
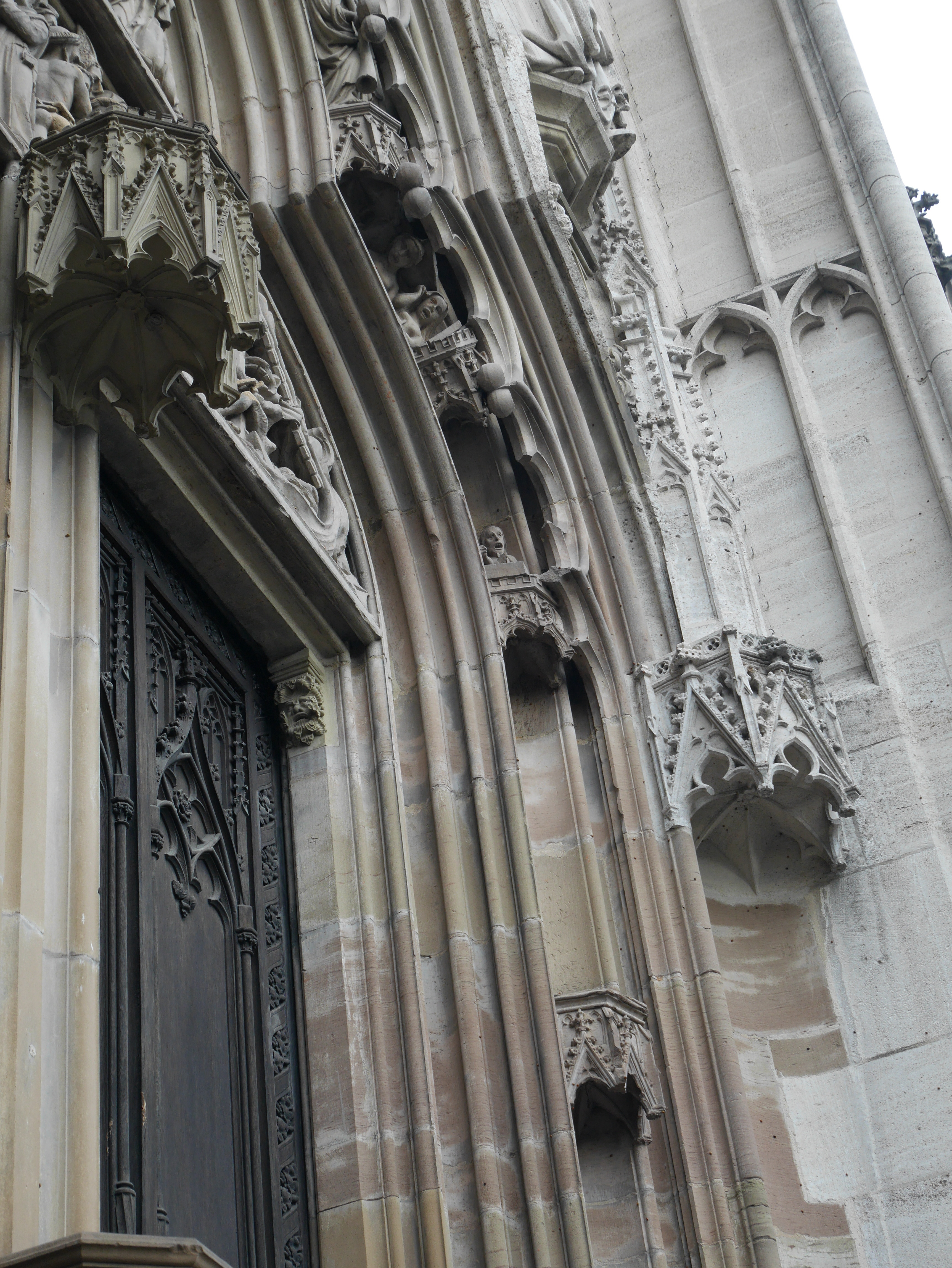
Portalfiguren mit Blattmaske
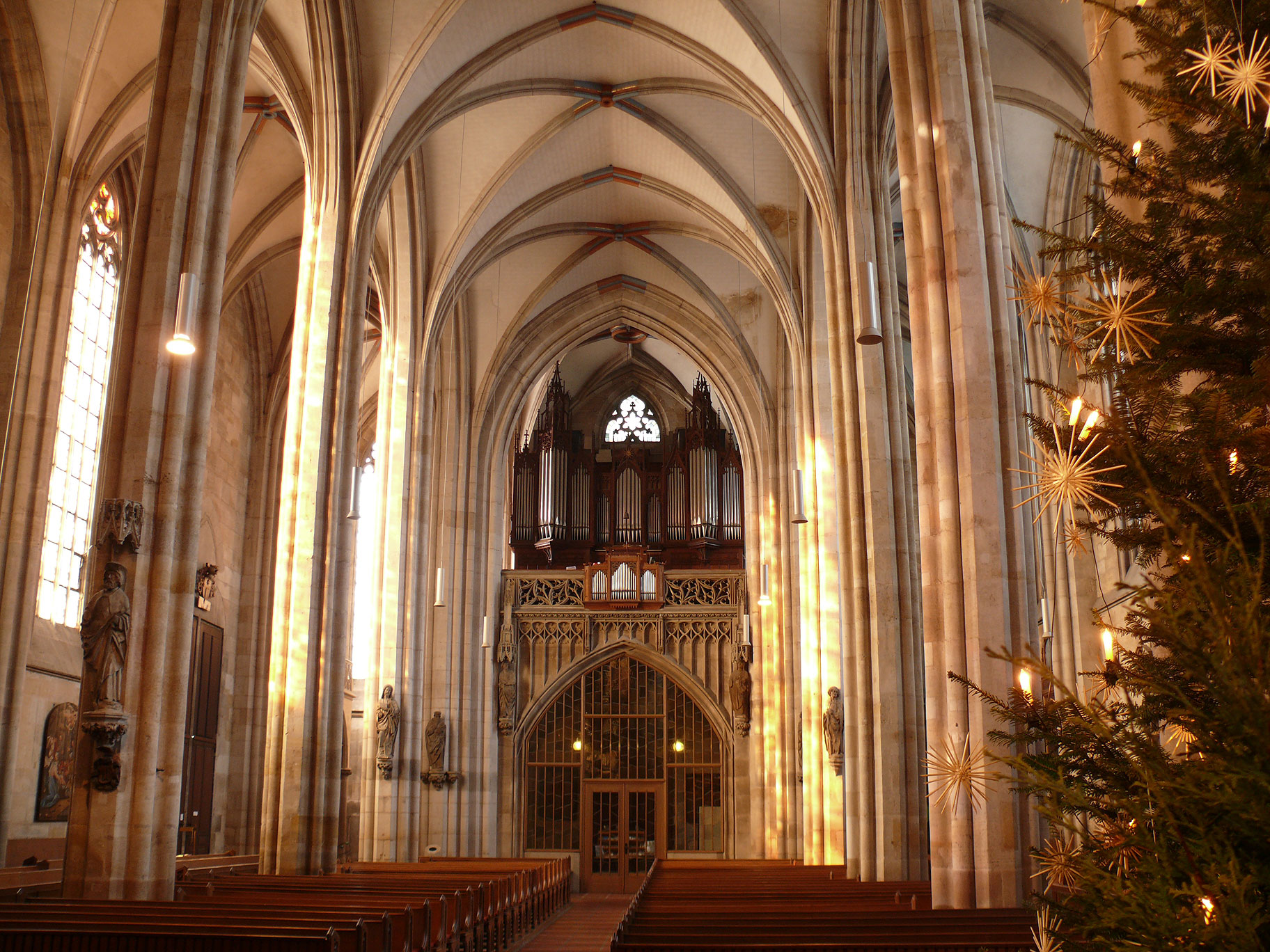
Blick zur Orgel
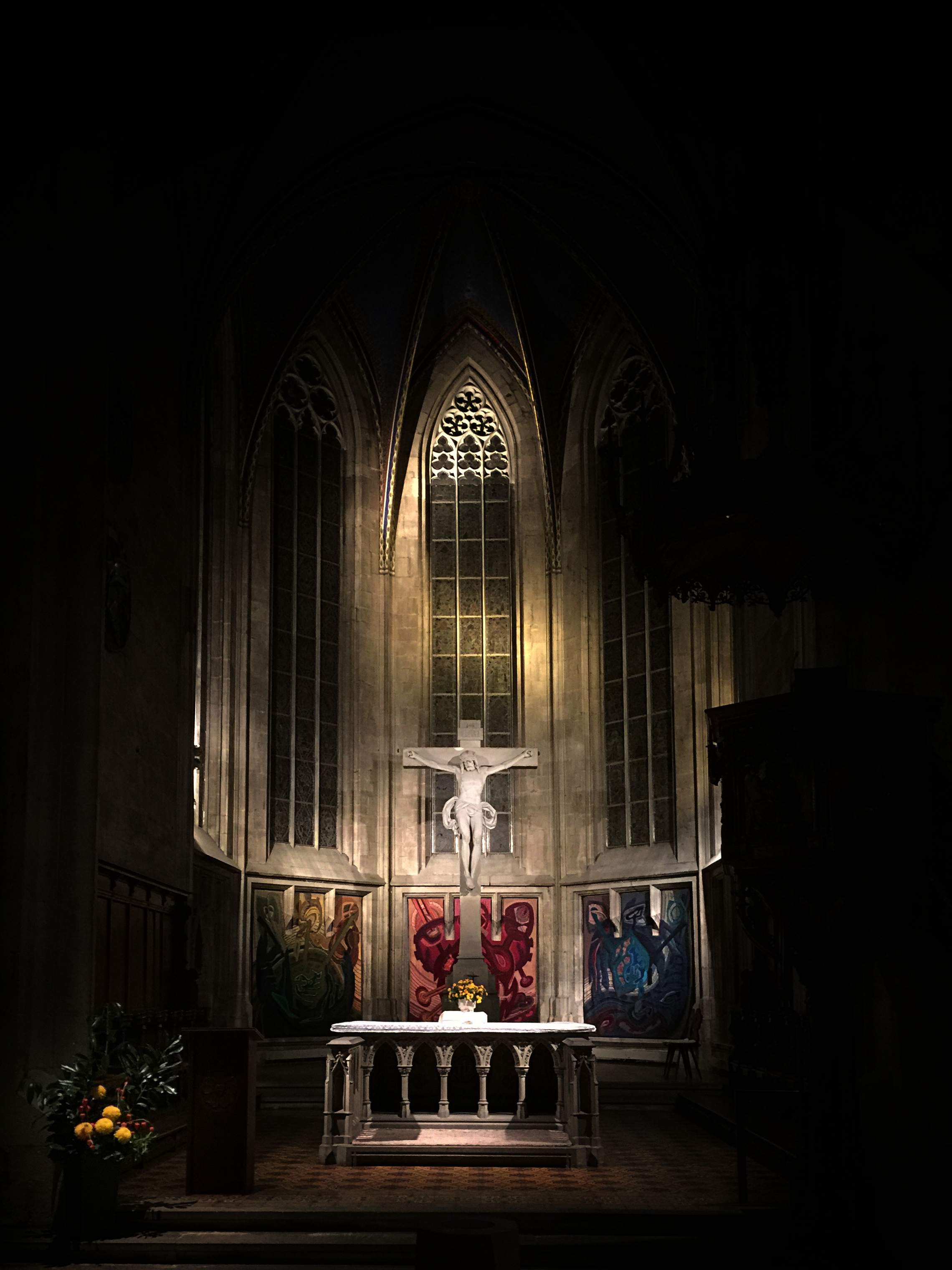
Chor der Frauenkirche
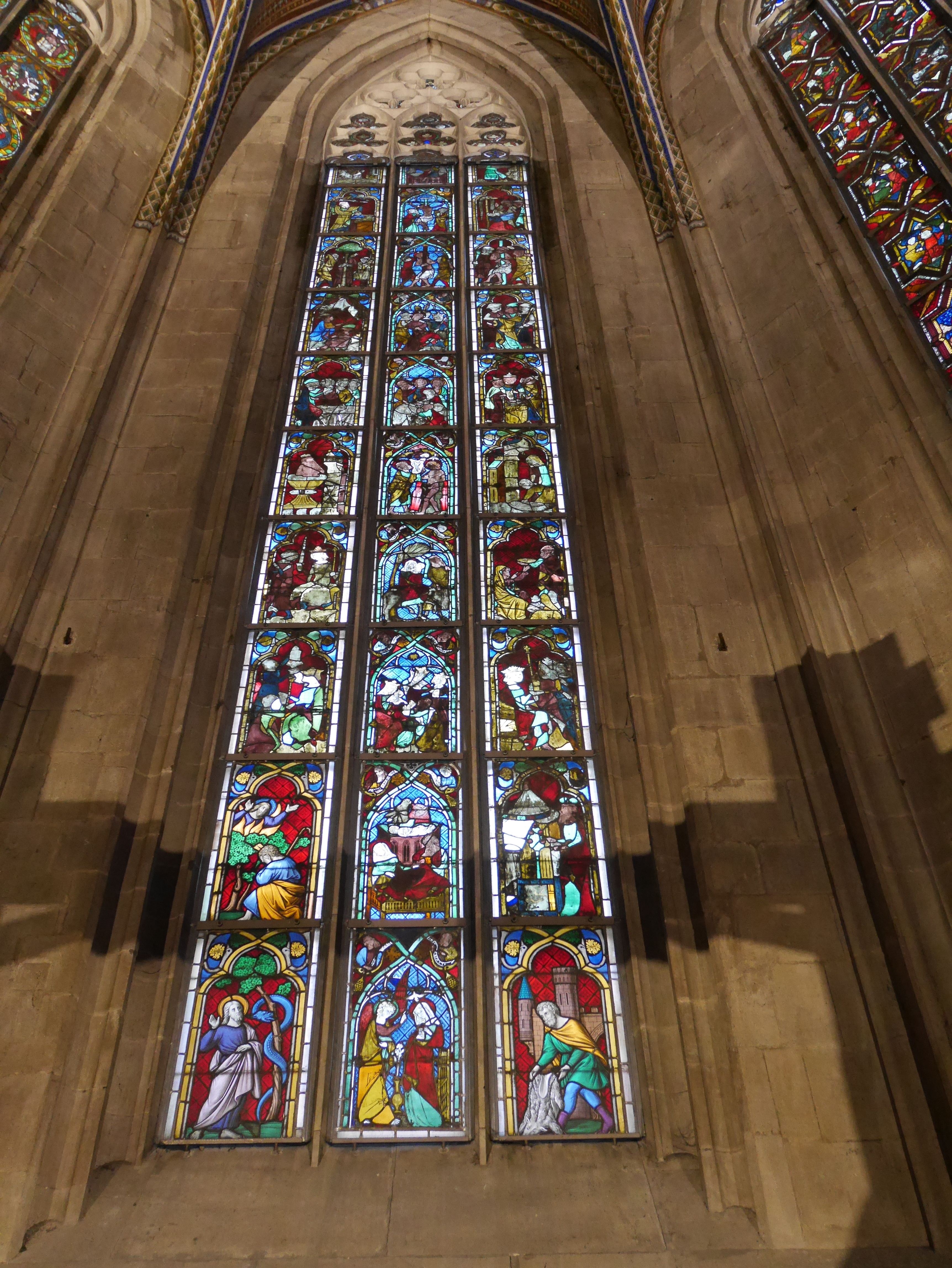
Glasmalerei um 1330